# Battle Orders
Battle Orders est une série de livres consacrée à l’histoire militaire publiée par l’éditeur britannique Osprey Publishing.

## Généralités
La série Battle Orders étudie l’organisation, les actions et les forces d’unité majeure engagée au combat en décrivant la doctrine, l’entraînement, les tactiques, les équipements ainsi que leur déploiement. Les ouvrages contiennent l’ordre de bataille des unités, des tables décrivant leur organisation et leurs équipements, des cartes, des diagrammes ainsi que des photographies d’époque.

## Journalistes
Parmi les principaux contributeurs à Battle Orders en nombre d’apparition figurent Gordon L Rottman, Pier Paolo Battistelli, Steven Zaloga (en), Nic Fields, Bruce Gudmundsson, Bruce Quarrie (en), John Sayen et Tim Moreman